# Photoscotosia nubilata
Photoscotosia nubilata là một loài bướm đêm trong họ Geometridae.